# Ruda, Mirhorod
Ruda (în ucraineană Руда) este un sat în comuna Zubivka din raionul Mirhorod, regiunea Poltava, Ucraina.

## Demografie
Componența lingvistică a localității Ruda
     Ucraineană (99,48%)
     Alte limbi (0,52%)
Conform recensământului din 2001, majoritatea populației localității Ruda era vorbitoare de ucraineană (99,48%), existând în minoritate și vorbitori de alte limbi.